# 季米特里斯·库楚巴斯
季米特里斯·库楚巴斯（希臘語：Δημήτρης Κουτσούμπας，發音：[ðiˈmitris kuˈt͡sumbas]；1955年8月10日—），是一名希腊共产主义政治家。2013年4月14日起，他担任希腊共产党总书记。